# المجمع المغلق 1447
المجمع المغلق 1447 هو المجمع الموكول بانتخاب بابا الكنيسة الكاثوليكية الجديد بعد استقالة البابا. انعقد مجمع الكرادلة لانتخاب البابا الجديد بدءًا من
4 مارس 1447 وانتهى في 6 مارس 1447. انتُخبَ نقولا الخامس ليكون البابا الجديد للكنيسة.
عُقدَ المجمع في إيطاليا في 1447.